# Nenina Fernández
Nenina Fernández (Lanús, Buenos Aires, Argentina; 31 de mayo de 1929; Ciudad de Buenos Aires; 2005) fue una cancionista y actriz argentina, popular en los años 1940 y 1950.

## Carrera
Nenina Fernández fue una gran cantante del género folclórico que incursionó notablemente en cine, y especialmente en el teatro musical donde descolló todo su talento vocal junto a grandes intérpretes del drama y la comedia.
En cine actuó en tres películas durante la época dorada de la cinematografía argentina:De turno con la muerte dirigida por Julio Porter y protagonizada por Roberto Escalada y Silvana Roth; La mujer del león, con dirección de  Mario C. Lugones, junto a Amelita Vargas y Héctor Calcaño ; yTorrente indiano con dirección de Bernardo Spoliansky y Leo Fleider, junto Joaquín Pérez Fernández y Miguel Ligero.
Falleció a los 78 años en el 2005.

## Filmografía
- 1951: La mujer del león.
- 1951: De turno con la muerte
- 1952: Torrente indiano.

## Teatro
- 1947: Wunder Bar (Dos noches en un dancing)
- 1947: El ministro esta enojado , estrenada en el Teatro  El Nacional con Gran Compañía de Comedias Musicales de Enrique T. Susini, integrada por Alberto Anchart (padre), Elsa Marval, Raimundo Pastore, y gran elenco . En el rol de secretaria del ministro.
- 1948: Los colores de mi tierra, estrenada en el Teatro Comedia, con Severo Fernández, Alberto Anchart y Nené Cao.
- 1951: Llegó la hora de mambo, junto a Tato Bores, Marcos Caplán, Carlos Castro, Dringue Farías, María Esther Gamas, Nélida Roca y Adolfo Stray. Estrenada en el Teatro Maipo.
- 1951: El paraíso del hombre. Carrillón de Buenos Aires, con Londinha Betancourt, Sofía Bozán, Marcos Caplán, Carlos Castro, Dringue Farías, María Esther Gamas, Analía Montero, Nélida Roca, Vicente Rubino y Adolfo Stray.
- 1953: La coronación de la risa, con la Compañía Argentina de Grandes Revistas Tito Lusiardo - Severo Fernández - Diana Maggi - José Marrone, junto a Alberto Castillo. Estrenado en el Teatro El Nacional.
- 1953: No apta para cortos de vista, con Alfredo Barbieri, Beba Bidart, Marcos Caplán, Severo Fernández, Diana Maggi, Maruja Montes, Alba Regina y Juan Verdaguer.
- 1953: Pasa cada cosa, Olinda Bozán, Severo Fernández, Tito Lusiardo, Diana Maggi, José Marrone, Juanita Martínez, Nélida Roca y Oscar Valicelli.
- 1953: Un kilo de revista, junto a Alberto Anchart, Wanda Curtis, Ricardo Duggan, Severo Fernández, Carlos Fioriti, Olga Gatti, Carmen Idal, Tito Lusiardo, Ubaldo Martínez y Nélida Roca.
- 1953: Los platos del día, junto a Alberto Anchart, Wanda Curtis, Ricardo Duggan, Severo Fernández, Carlos Fioriti, Olga Gatti, Carmen Idal, Tito Lusiardo, Ubaldo Martínez y Nélida Roca.
- 1954: ¡Aquí está la Tongolele!..., con Tongolele, Marcos Caplán, Mario Fortuna, Sabina Olmos y Pedro Quartucci. Estrenada en el Teatro Comedia.
- 1954: Todos al Comedia, Tongolele, Marcos Caplán, Salvador Fortuna, Pedro Quartucci y Esther Verona.[3]
- 1954: De París llegó el desnudo y El Folies se hizo Porteño con la Compañía Argentina de Grandes Revistas encabezado por Marcos Caplán-Pedro Quartucci.
- 1960: Las barbas de Fidel y las piernas de Amelita, donde actuó con Pedro Quartucci y Amelita Vargas.